# Mascot (Tennessee)
Mascot – jednostka osadnicza w Stanach Zjednoczonych, w stanie Tennessee, w hrabstwie Knox.